# Coryphasia fasciiventris
Coryphasia fasciiventris är en spindelart som först beskrevs av Eugène Simon 1902. 
Coryphasia fasciiventris ingår i släktet Coryphasia och familjen hoppspindlar. Inga underarter finns listade i Catalogue of Life.